# 火星小姐
火星小姐（英語：Miss Martian；真名M'gann M'orzz，別名Megan Morse）是美國DC漫畫書的虛構超級英雄。 這個角色首次出現在漫畫之外的是動畫系列《少年正義聯盟》，由丹妮卡・麥凱勒配音。在2016年，CW綠箭宇宙《女超人》第二季登場，由莎朗·莉爾演出，對角色的演出獲得一寫好評。

## 其他媒體

### 影集
- 2011年動畫劇《少年正義聯盟》，由丹妮卡・麥凱勒配音。第一季以火星獵人的姪女介紹進團隊，與超級小子談戀愛及輸血給加菲。第二季與湖少俠在一起，最後復合超級小子。第三季成為團隊領導，曾以60年代畫風進入加菲的內心世界。
- 2015年動畫劇《少年悍將 GO！》客串，畫風同《少年正義聯盟》（這是與Young Justice的交叉劇）。劇集“讓我們變得嚴肅”， 她帶著Aqualad和Superboy趕走H.I.V.E.，因為泰坦太傻了，不確定能做到。
- 2016年綠箭宇宙系列真人電視劇《女超人》第二季，由莎朗·莉爾演出。

### 電影
- 2014年阿提米絲與神力女孩、扎坦娜和火星小姐作為電視觀眾一起出現於《史酷比：格鬥狂熱迷》[2][3]。
- 2018年火星小姐客串於《電影少年悍將GO！》

### 電子遊戲
- 2013年火星小姐在《Young Justice：Legacy》中扮演一個可使用的角色，同樣由丹妮卡・麥凱勒配音。
- 2014年火星小姐在《樂高蝙蝠俠3：飛越高譚市》中飾演一個可使用的角色，由蘿拉·貝莉（英语：Laura Bailey (voice actress)）配音。
- 2018年火星小姐在《樂高DC超級反派》中扮演一個可使用的角色。

## 資料來源
1. ↑  ,   [2019-07-26], （原始内容存档于2019-07-26） （英语）
2. ↑  . Theouthousers.com. 2014-03-13  [2015-11-24]. （原始内容存档于2016-04-09）.
3. ↑  Albert Ching. . Spinoff.comicbookresources.com.   [2015-11-24]. （原始内容存档于2015-09-28）.